# Sing 2
Sing 2 (titulada ¡Canta! 2 en España y Sing 2: ¡Ven y canta de nuevo! en Hispanoamérica) es una película de animación por computadora de comedia musical producida por Illumination y distribuida por Universal Pictures. Es la secuela de Sing de 2016, fue escrita y dirigida por Garth Jennings, codirigida por Christopher Lourdelet, y está protagonizada por Matthew McConaughey, Reese Witherspoon, Scarlett Johansson, Taron Egerton, Tori Kelly, Nick Kroll, Garth Jennings y Nick Offerman, retomando sus papeles de la primera película. La película también presenta nuevos personajes con las voces de Bobby Cannavale, Pharrell Williams, Halsey, Chelsea Peretti, Letitia Wright, Eric André y Bono. Al igual que la película anterior, Sing 2 presenta canciones de muchos artistas, la mayoría de los cuales se interpretan diegéticamente.
Sing 2 tuvo su premier mundial en la AFI Fest el 14 de noviembre de 2021, y fue estrenada en Estados Unidos el 22 de diciembre en formato RealD 3D a través de Universal Pictures. La película recibió críticas positivas.

## Sinopsis
Algún tiempo después de los eventos de la primera película, Buster Moon (voz de Matthew McConaughey) está prosperando con su nuevo teatro. Al no poder impresionar a la cazatalentos Suki Lane (voz de Chelsea Peretti), quien le dice que no lo lograría en Redshore City, Buster, animado por Nana Noodleman, reúne a los cantantes que compitieron en la primera película y los lleva a la ciudad. Se cuelan para una audición con el magnate del entretenimiento Jimmy Crystal (voz de Bobby Cannavale). Sin embargo, desinteresado en el tono del programa original de Buster, Gunter (voz de Nick Kroll) lanza un programa con temática espacial que presentaría a Clay Calloway (voz de Bono), una estrella de rock que no ha sido vista en 15 años. Intrigado, Crystal da luz verde y luego les dice que tengan el programa en funcionamiento dentro de tres semanas.
Durante la producción del programa, Rosita (voz de Reese Witherspoon) desarrolla un miedo a las alturas durante el ensayo y no puede continuar con su papel, que se le da a la hija de Crystal, Porsha (voz de Halsey), mientras que a Rosita se le delega un papel menor. Mientras tanto, Johnny (voz de Taron Egerton) ha sido asignado para trabajar con el coreógrafo Klaus Kickenklober por su parte en el programa, pero siente que a Klaus no le agrada. Johnny se encuentra con una bailarina callejera llamada Nooshy (voz de Letitia Wright) que accede a ayudarlo. Meena (voz de Tori Kelly) ha sido elegida para una escena romántica con Darius (voz de Eric André), un actor ensimismado con el que no comparte ninguna química. Más tarde, conoce y se enamora de un elefante vendedor de helados llamado Alfonso (voz de Pharrell Williams). Ash (voz de Scarlett Johansson) y Buster visitan al león cantante Clay Calloway para convencerlo de que participe en el programa. Él se niega al principio, pero Ash lo hace cambiar de opinión. 
De vuelta en el teatro, Buster le pregunta a Porsha si le gustaría cambiar los papeles con Rosita, ya que no puede actuar, lo que Porsha interpreta como un despido. Al enterarse de esto, Crystal culpa a Porsha por avergonzarlo y casi arroja a Buster de su edificio, para después encerrarlo en un armario. Suki libera a Buster y le advierte que salga de Redshore City antes de que Crystal pueda matarlo. Ash llega con la tripulación y Calloway, quien le aconseja a Buster que no corra y se esconda como él lo hizo después de perder a su esposa. Finalmente, Buster decide que el elenco y el equipo realicen el programa esa noche bajo las narices de Crystal, y hace que Porsha se una a ellos en el espectáculo.
Durante el musical, Klaus toma el lugar del compañero de actuación de Johnny para tratar de socavar su número, pero termina siendo vencido por el gorila, incentivado por Nooshy, y finalmente le demuestra su respeto. Por otro lado, Meena consigue realizar su acto al visualizar a Darius como Alfonso.
Crystal, después de enterarse del espectáculo y enojado cuando Porsha se enfrenta a él, se enfrenta a Buster y lo arroja desde lo alto del escenario, logrando que Rosita supere su miedo a las alturas cuando salva al koala de la fatídica caída. Una vez llega el momento de que Calloway suba al escenario, afirma que no está listo. Ash lidera a la multitud en una interpretación de una de las canciones de Calloway, dándole el coraje para tocar a su lado.
Después del espectáculo, Crystal, que se atribuye a sí mismo la realización del espectáculo, es arrestado por la policía. Buster y sus amigos casi se van, pero Suki les dice que un gran teatro quiere montar su espectáculo. Mientras el elenco realiza su primera actuación, Buster observa desde la sección VIP, orgulloso de haber tenido éxito en Redshore City.

## Reparto

### Personajes principales
- Matthew McConaughey como Buster Moon.
- Reese Witherspoon como Rosita.
- Scarlett Johansson como Ash.
- Taron Egerton como Johnny.
- Tori Kelly como Meena.
- Nick Kroll como Gunter.
- Garth Jennings como Sra. Crawley.
- Nick Offerman como Norman.
- Bobby Cannavale como Jimmy Crystal.[3]
- Halsey como Porsha Crystal.[3]
- Pharrell Williams como Alfonso.[3]
- Letitia Wright como Nooshy.[3]
- Eric André como Darius.[3]
- Chelsea Peretti como Suki Lane.[3]
- Bono como Clay Calloway.[3]

### Personajes secundarios
- Adam Buxton como Klaus Kickenklober.[3]
- Jennifer Saunders como Nana Noodleman.[3]
- Peter Serafinowicz como Big Frank.[3]
- Julia Davis como Linda Le Bon.[3]
- Spike Jonze como Jerry.[3]
- Ayden Soria, Julianna Gamiz, Caspar Jennings, Asa Jennings, Leo Jennings, Oscar Jennings y Jack Stanton como cerditos.[3]
- Usher como Richard.[3]

## Doblaje
| Personaje          | Actor de voz original | Actor de doblaje Latinoamérica | Actor de doblaje       |
| ------------------ | --------------------- | ------------------------------ | ---------------------- |
| Buster Moon        | Matthew McConaughey   | Benny Ibarra                   | Sergio Zamora          |
| Rosita             | Reese Witherspoon     | Hanna Nicole de Ha*Ash         | Danai Querol           |
| Ash                | Scarlett Johansson    | Ashley Grace de Ha*Ash         | Andrea Compton         |
| Johnny             | Taron Egerton         | Roger González                 | Adrián Viador          |
| Meena              | Tori Kelly            | Maria Eugenia Suárez           | Anahí de la Fuente     |
| Gunter             | Nick Kroll            | Rubén Cerda                    | Borja Fernández Sedano |
| Sra. Crawley       | Garth Jennings        | Óscar Flores López             | Joan Pera              |
| Norman             | Nick Offerman         | Manuel Pérez                   | Rafa Romero            |
| Crystal            | Bobby Cannavale       | Sebastián Martínez             | Luis Tosar             |
| Porsha             | Halsey                | Greeicy Rendón                 | Rigoberta Bandini      |
| Alfonso            | Pharrell Williams     | Marcel Carré                   | Nacho Gil Conesa       |
| Nooshy             | Letitia Wright        | Mireya Mendoza                 | Vera Bosch             |
| Darius             | Eric André            | Vadhir Derbez                  | Miguel Ángel Garzón    |
| Suki Lane          | Chelsea Peretti       | Rosalba Sotelo                 | Ana Milán              |
| Clay Calloway      | Bono                  | Chayanne                       | Fernando "Nano" Castro |
| Klaus Kickenklober | Adam Buxton           | Pedro Ruiz                     | Juan Perucho           |
| Nana Noodleman     | Jennifer Saunders     | Marcela Páez                   | Concha Velasco         |
| Big Daddy          | Peter Serafinowicz    | Octavio Rojas                  | Pedro Tena             |
| Linda Le Bon       | Julia Davis           | Laura Tobón                    | ¿?                     |
| Jerry              | Spike Jonze           | Pascual Meza                   | Juan Antonio Soler     |

- Paco León no repite a la Sra. Crawley en la versión castellana por razones desconocidas siendo reemplazado por Joan Pera

## Producción

### Desarrollo
El 25 de enero de 2017, Universal Pictures e Illumination anunciaron que una secuela de su película animada de 2016 Sing estaba en desarrollo. El guionista y director Garth Jennings y los productores Chris Meledandri y Janet Healy regresarían junto a las voces de Matthew McConaughey, Reese Witherspoon, Scarlett Johansson, Taron Egerton, Tori Kelly, Nick Kroll, Garth Jennings y Nick Offerman.
En diciembre de 2020, Bobby Cannavale, Letitia Wright, Eric André, Chelsea Peretti, Pharrell Williams, Bono y Halsey se unieron al elenco de voces.

### Animación
El trabajo en la película cambió debido a la pandemia de COVID-19, y se realizó de forma remota después del cierre temporal de Illumination Mac Guff.

## Estreno
Sing 2 tuvo su estreno mundial, abriendo el AFI Fest Celebration el 14 de noviembre de 2021, y se estrenó en cines en los Estados Unidos el 22 de diciembre del mismo año en RealD 3D, debido a la pandemia de COVID-19, después de ser previamente programada para estrenarse en los Estados Unidos el 25 de diciembre de 2020, y el 2 de julio de 2021. Las funciones de acceso anticipado se llevaron a cabo en los Estados Unidos el 27 de noviembre de 2021.

## Recepción

### Crítica
Sing 2 recibió reseñas generalmente positivas de parte de la crítica y de la audiencia. En el sitio web especializado Rotten Tomatoes, la película posee una aprobación de 71%, basada en 135 reseñas, con una calificación de 6.1/10 y con un consenso crítico que dice: "Segundo verso, igual que el primero: para el público que disfrutó de la primera entrega, Sing 2 debería ser otra diversión entrañable." De parte de la audiencia tiene una aprobación de 96%, basada en más de 5000 votos, con una calificación de 4.7/5.
El sitio web Metacritic le dio a la película una puntuación de 49 de 100, basada en 28 reseñas, indicando "reseñas mixtas o promedio". Las audiencias encuestadas por CinemaScore le otorgaron a la película una "A+" en una escala de A+ a F, mientras que en el sitio IMDb los usuarios le asignaron una calificación de 7.4/10, sobre la base de 68 657 votos. En la página web FilmAffinity la cinta tiene una calificación de 6.7/10, basada en 3091 votos.

### Premios y nominaciones
| Premio                            | Fecha                   | Categoría                                           | Nominado(s)                                                                          | Resultado | Referencia(s) |
| --------------------------------- | ----------------------- | --------------------------------------------------- | ------------------------------------------------------------------------------------ | --------- | ------------- |
| Hollywood Music in Media Awards   | 17 de noviembre de 2021 | Mejor supervisor musical en una película            | Mike Knobloch Rachel Levy                                                            | Nominados |               |
| Hollywood Music in Media Awards   | 17 de noviembre de 2021 | Mejor canción original en una película animada      | Your Song Saved My Life - U2 (Bono, Adam Clayton, Larry Mullen Jr. y David Evans)    | Nominada  |               |
| Hollywood Music in Media Awards   | 17 de noviembre de 2021 | Mejor álbum de banda sonora                         | Sing 2 - Original Motion Picture Soundtrack                                          | Nominado  |               |
| Premios Eddie                     | 5 de marzo de 2022      | Mejor montaje en una película animada               | Jeremy Milton                                                                        | Nominado  | [ 15 ]        |
| Art Directors Guild Awards        | 5 de marzo de 2022      | Mejor diseño de producción en una película animada  | Olivier Adam                                                                         | Nominada  | [ 16 ]        |
| Visual Effects Society Awards     | 8 de marzo de 2022      | Mejores efectos visuales en una película animada    | Patrick Delage, Nathalie Vancauwenberghe, Christophe Lourdelet, Boris Jacq           | Nominada  | [ 17 ]        |
| Visual Effects Society Awards     | 8 de marzo de 2022      | Mejor ambiente en una película animada              | Ludovic Ramière, Théo Rivoalen, Henri Deruer, Frédéric Mainil (para Crystal Theater) | Nominada  | [ 17 ]        |
| Visual Effects Society Awards     | 8 de marzo de 2022      | Mejor simulación de efectos en una película animada | Richard Adenot, Guillaume Gay, Frédéric Valz-Gris, Antoine Brémont                   | Nominada  | [ 17 ]        |
| Premios Annie                     | 12 de marzo de 2022     | Mejor película animada                              | Sing 2                                                                               | Nominada  | [ 18 ]        |
| Producers Guild of America Awards | 19 de marzo de 2022     | Mejor película animada                              | Chris Meledandri y Janet Healy                                                       | Nominada  | [ 19 ]        |

## Futuro
En abril de 2023, fue confirmada el desarrollo de una tercera entrega por parte de Illumination y Meledandri.